# Кубок Уельсу з футболу 2006—2007
Кубок Уельсу з футболу 2006–2007 — 120-й розіграш кубкового футбольного турніру в Уельсі. Титул вперше здобув клуб Кармартен Таун.

## Календар
| Раунд                 | Дата                       | Матчі | Клуби     |
| --------------------- | -------------------------- | ----- | --------- |
| Кваліфікаційний раунд |                            | 14    | 123 → 109 |
| Перший раунд          |                            | 45    | 109 → 64  |
| 1/32 фіналу           | 30 вересня 2006            | 32    | 64 → 32   |
| 1/16 фіналу           | 3-4 листопада 2006         | 16    | 32 → 16   |
| 1/8 фіналу            | 3 лютого 2007              | 8     | 16 → 8    |
| 1/4 фіналу            | 3-10 березня 2007          | 4     | 8 → 4     |
| 1/2 фіналу            | 31 березня - 1 квітня 2007 | 2     | 4 → 2     |
| Фінал                 | 6 травня 2007              | 1     | 2 → 1     |

## 1/16 фіналу
| Команда 1          | Рахунок      | Команда 2           |
| ------------------ | ------------ | ------------------- |
| 3-4 листопада 2006 |              |                     |
| Аван Лідо          | 3:0          | Бодедерн            |
| Брідженд Таун      | 1:1 пен. 5:4 | Ейрбас              |
| Карлеон            | 1:1 пен. 2:4 | Елай Рейнджерс      |
| Кайрус             | 3:0          | Баклі Таун          |
| Кармартен Таун     | 2:0          | Вест Енд            |
| Голігед Готспур    | 2:0          | Престін Сент-Ендрюс |
| Местег Парк        | 0:1          | Лландидно           |
| Ніт Атлетік        | 3:2          | Бримбо              |
| Ньюпорт YMCA       | 1:3          | Коннас-Кі Номадс    |
| Ньютаун            | 2:0          | Дінас Повис         |
| Пенринкоч          | 0:2          | Лланеллі            |
| Портмадог          | 2:0          | Бангор Сіті         |
| Порт-Толбот Таун   | 3:0          | Бала Таун           |
| Пуллхелі           | 1:2          | Нью-Сейнтс          |
| Тон Пентре         | 1:0          | Ріл                 |
| Велшпул Таун       | 2:1 дч       | Понтипрідд Таун     |

## 1/8 фіналу
| Команда 1        | Рахунок      | Команда 2     |
| ---------------- | ------------ | ------------- |
| 3 лютого 2007    |              |               |
| Елай Рейнджерс   | 1:2          | Аван Лідо     |
| Кармартен Таун   | 0:0 пен. 5:4 | Кайрус        |
| Голігед Готспур  | 2:1          | Брідженд Таун |
| Коннас-Кі Номадс | 3:1          | Лландидно     |
| Лланеллі         | 7:0          | Ньютаун       |
| Портмадог        | 2:2 пен. 3:2 | Нью-Сейнтс    |
| Порт-Толбот Таун | 3:1 дч       | Тон Пентре    |
| Велшпул Таун     | 3:0          | Ніт Атлетік   |

## 1/4 фіналу
| Команда 1        | Рахунок      | Команда 2        |
| ---------------- | ------------ | ---------------- |
| 3 березня 2007   |              |                  |
| Порт-Толбот Таун | 0:1          | Аван Лідо        |
| Кармартен Таун   | 1:1 пен. 4:3 | Портмадог        |
| Голігед Готспур  | 1:5          | Велшпул Таун     |
| 10 березня 2007  |              |                  |
| Лланеллі         | 6:2          | Коннас-Кі Номадс |

## 1/2 фіналу
| Команда 1       | Рахунок      | Команда 2    |
| --------------- | ------------ | ------------ |
| 31 березня 2007 |              |              |
| Аван Лідо       | 1:1 пен. 7:6 | Велшпул Таун |
| 1 квітня 2007   |              |              |
| Кармартен Таун  | 1:0          | Лланеллі     |

## Фінал
| 6 травня 2007 |

| Аван Лідо         | 2:3      | Кармартен Таун                    |
| ----------------- | -------- | --------------------------------- |
| Ян Джонс 16', 76' | Протокол | Мохамед 16', 76' Волтерс 16', 76' |

| «Стебонхіт Парк», Лланеллі Глядачів: 946 Арбітр: Лі Еванс |